# Distretto di Wassa Est
Il distretto di Wassa Est (ufficialmente Wassa East District, in inglese) è un distretto della Regione Occidentale del Ghana.